# Cabañas (Copán)
Cabañas es un municipio del departamento de Copán en la República de Honduras.

## Toponimia
Cabañas es el apellido del Benemérito General José Trinidad Cabañas.

## Límites
Cabañas está situado en la parte occidental del departamento, su cabecera se encuentra sobre la margen izquierda del Río Gila.
| Orientación | Límites                               |
| ----------- | ------------------------------------- |
| Norte       | Municipio de Santa Rita, Copán        |
| Sur         | Municipio de San Fernando, Ocotepeque |
| Sur         | Municipio de San Jorge, Ocotepeque    |
| Este        | Municipio de La Unión, Copán          |
| Este        | Municipio de Santa Rita, Copán        |
| Oeste       | Municipio de Copán Ruinas, Copán      |

## Datos históricos
Cabañas es la antigua Aldea de Los Llanos de Santa Bárbara (jurisdicción de Santa Rita) que, al organizarse el Municipio, por acuerdo del Ejecutivo el 2 de agosto de 1902, recibió el nombre de Cabañas, debido al apellido del Benemérito General José Trinidad Cabañas.
Popularmente se ha creído que en la época prehispánica Cabañas era una pequeña comunidad maya, esto se mantiene como una tradición oral, sin embargo, no hay registro, ni pruebas arqueológicas que lo sustenten, simplemente ha pasado a ser una leyenda.
La historia del municipio de Cabañas se remonta a 1902, que es el año donde surge como municipio oficial y reconocido por el Estado, sin embargo, no es el inicio de la comunidad, para ello se debe ir al siglo XIX cuando aún era una aldea que solo contaba con caminos pequeños para el acceso de bestias siendo muy pequeña, la cual recibía el nombre de Los Llanos de Santa Bárbara y que pertenecía al vecino municipio de Santa Rita, Copán. Se relata que sus primeros pobladores son la familia Solís, Castro, Martínez, López, Interiano, Bueso y Duarte.

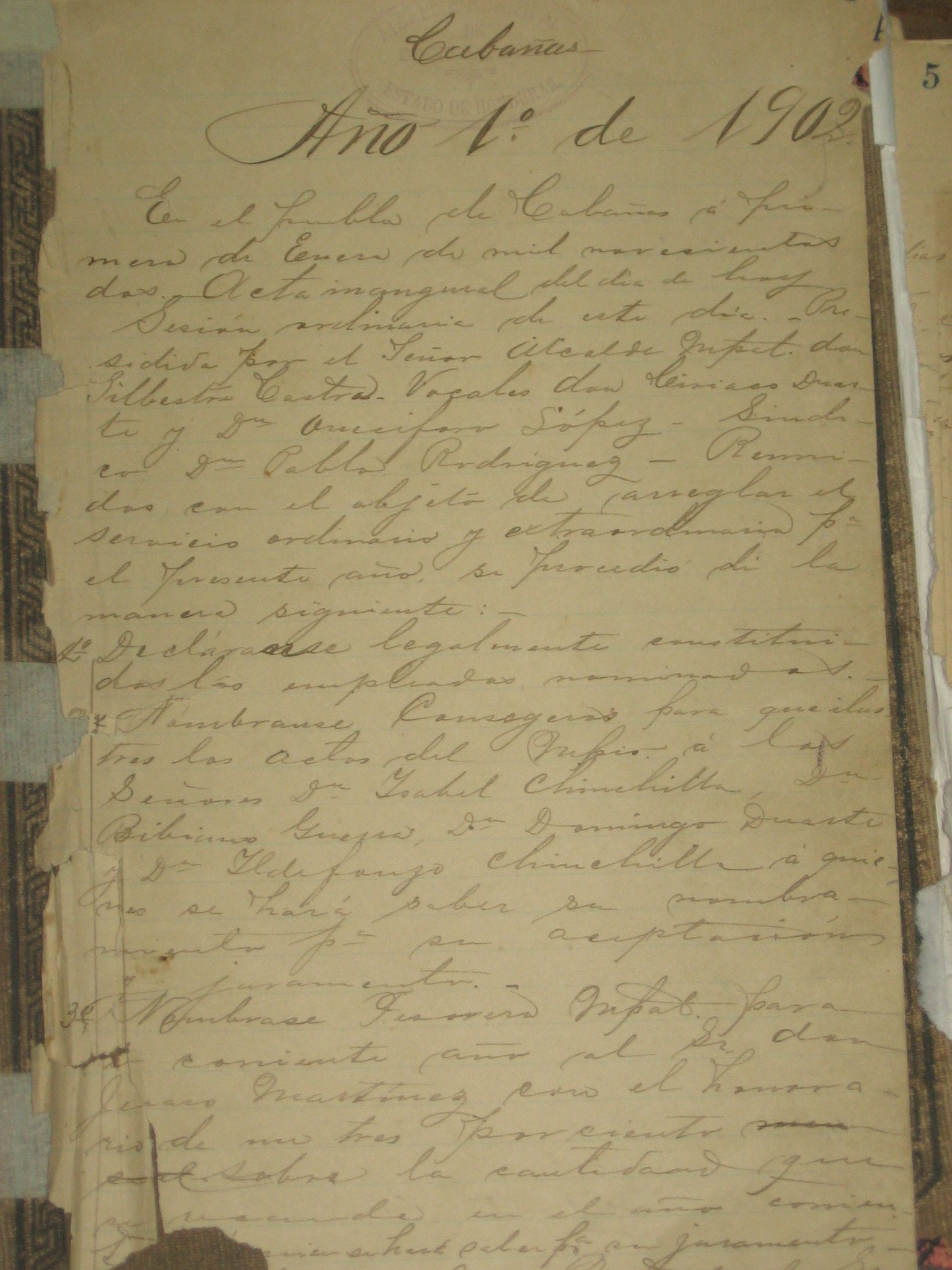
Primera acta del municipio de Cabañas. 1902.

De ellos destaca Don Silvestre Castro, quien fue el primer alcalde, no elegido, sino nombrado ya que cuando surge el municipio no era tiempo de elección, también fue el primer juez de paz, además se comenta en el argot popular, que fue él quien sembró el árbol de ceiba tan distintivo del parque que se encuentra en el casco urbano.
El territorio de Cabañas se separa de Santa Rita debido a un análisis llevado en la comunidad de Pueblo Viejo, los propulsores fueron los auxiliares Peraza de la aldea de las Juntas de Río Negro, José María Mayorga, Jesús Escobar y Pablo Cardona de Pueblo Viejo y Genaro Martínez Chinchilla de Los Llanos de Santa Bárbara esto se debe al considerar a Santa Rita como un municipio con demasiado territorio y que no podía abastecer a todas las comunidades, es por ello que se llega a un acuerdo de nombrar a Pueblo Viejo como el casco urbano del, en ese entonces, próximo municipio del departamento de Copán, sin embargo los pobladores de esa comunidad carecían de una persona capaz de leer y escribir, y esto impedía el poder presentarse a Tegucigalpa con la solicitud para separar el territorio de Santa Rita, lo cual se debía solucionar, es ahí donde aparece el señor Genaro Martínez que era un habitante de la comunidad de los Llanos de Santa Bárbara y que tenía la capacidad de leer y escribir, los habitantes de Pueblo Viejo lo invitan las reuniones en dicha comunidad para poder dialogar y solicitarle la redacción de la solicitud para convertirse en municipio, al tener redactada la solicitud, los pobladores de Pueblo Viejo deciden no asistir a Tegucigalpa y envían únicamente a Genaro Martínez hasta la capital del país, es en la Secretaría de Gobernación, Justicia y Descentralización donde es llevada la solicitud, es donde surge el dilema porque don Genaro Martínez estaba presentando una solicitud de un lugar que no era residente, se decide entonces dejar el casco urbano en la aldea de los Llanos de Santa Bárbara, sin embargo había un problema con este nombre, ya que según los encargados de recibir la solicitud no convenía porque la comunidad no pertenecía al departamento de Santa Bárbara, decidiendo el nombre de Cabañas en honor al Benemérito General José Trinidad Cabañas.

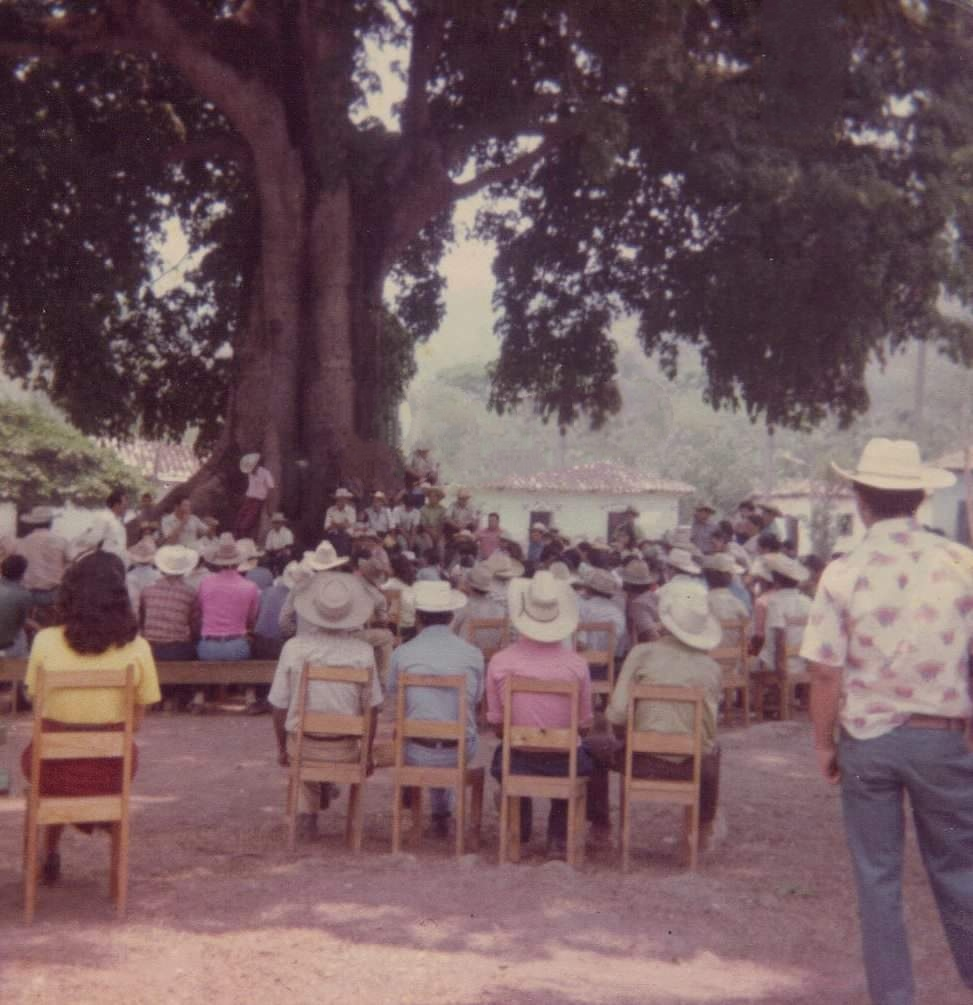
Reuniones en el casco urbano en los años 70, en la entonces plaza municipal.

Cuando regresó, don Genaro comentó lo sucedido, explicó que la solicitud había sido bien recibida, sin embargo, por temor a problemas decidió no contar el cambio del casco urbano, ni el cambio de nombre del municipio en vías de oficializarse. Cuando el nombramiento del municipio se dio, todo se descubrió y pasó a ser historia, en ese entonces el actual casco urbano no tenía muchas personas y no tenían intención de convertirse en municipio, ya que se encuentran cerca de Santa Rita. Todo esto que se dio simplemente fue uno de los muchos juegos del destino. Quienes decidieron la ubicación del casco urbano y el cambio del nombre fueron los mismos encargados en la Secretaría.

## División Política
Cabañas cuenta con 42 aldeas y 15 caseríos en total.
| N. | Aldea                      | Barrio                                                | Caserío                                   |
| 1  | Río Negro                  | Bo. Nuevo Bo. El Pedregal Bo. La Plaza                |                                           |
| 2  | El Guayabo                 |                                                       | Pacayal Plan del Jarro Plan de las Marías |
| 3  | Descombros                 |                                                       | El Coco La Chimilca                       |
| 4  | Juntas I                   |                                                       | El Limón                                  |
| 5  | La Cumbre de San Juan      |                                                       | El Guamil                                 |
| 6  | Motagua                    |                                                       | Los Cajones                               |
| 7  | Juntas II                  |                                                       |                                           |
| 8  | Las Flores                 |                                                       |                                           |
| 9  | Guarumal I                 |                                                       |                                           |
| 10 | Unión I                    |                                                       |                                           |
| 11 | Unión II                   |                                                       |                                           |
| 12 | El Prado                   |                                                       |                                           |
| 13 | Platanares                 |                                                       |                                           |
| 14 | La Ruda                    |                                                       |                                           |
| 15 | San Manuel                 |                                                       |                                           |
| 16 | Templador                  |                                                       |                                           |
| 17 | Nueva Esperanza            |                                                       |                                           |
| 18 | Buenos Aires               |                                                       |                                           |
| 19 | La Cuchilla                |                                                       |                                           |
| 20 | Ingenios                   |                                                       |                                           |
| 21 | Mirador                    |                                                       |                                           |
| 22 | Cabañas (casco urbano)     | Bo. El Tigre Bo. Lempira Bo. La Colonia Bo. El Centro | El Cerrón Golfillo El Playón              |
| 23 | Mirasolito de la Esperanza |                                                       | Cumbre de Las Canoas                      |
| 24 | Pinalito                   |                                                       | Cumbre San Lucas                          |
| 25 | Plan del Perico            |                                                       |                                           |
| 26 | El Llano                   |                                                       |                                           |
| 27 | Aldea Nueva I              |                                                       |                                           |
| 28 | Aldea Nueva II             |                                                       |                                           |
| 29 | Mariposal                  |                                                       |                                           |
| 30 | Las Lomas                  |                                                       |                                           |
| 31 | Naranjales                 |                                                       |                                           |
| 32 | Peñas I                    |                                                       |                                           |
| 33 | Peñas II                   |                                                       |                                           |
| 34 | Naranjito                  |                                                       |                                           |
| 35 | Mirasolito de Río Negro    |                                                       |                                           |
| 36 | Pueblo Viejo               |                                                       | Vega Redonda Vega Vieja                   |
| 37 | San José Miramar           |                                                       |                                           |
| 38 | San Antonio Miramar        |                                                       |                                           |
| 39 | Las Crucitas               |                                                       |                                           |
| 40 | Hacienda San Juan          |                                                       |                                           |
| 41 | Barbasqueadero             |                                                       |                                           |
| 42 | Morazán                    |                                                       |                                           |
| 43 | Guarumal II                |                                                       |                                           |

Siendo la aldea más importante la comunidad de Río Negro, ya que posee centro educativo, un sector de salud que cuenta con un Establecimiento y tiene una enorme incidencia en el municipio y en varias de sus aldeas.

## Casco Urbano
El casco urbano de Cabañas cuenta con una distribución geográfica muy pequeña, esto se debe a que varios de sus antiguos barrios han pasado a ser denominadas aldeas, producto de su crecimiento poblacional, económico y social, llevando esto a una separación del casco urbano y convirtiéndose en aldeas oficiales, algunos de estos casos son la comunidad de Morazán.
Sus calles aún no tienen nombre.
El casco urbano cuenta con los siguientes barrios:
- Barrio El Centro.[10]
- Barrio El Tigre.[10]
- La colonia Arca de Noé.[8]
- El Golfillo.[10]
- Barrio Lempira.[10]
- El Cerrón.[8]
- El Playón.[10]

## Montañas
- Montaña La Fortuna, que es la principal fuente de agua del casco urbano.[4]
- Montaña La Ruda, donde se extrae agua para las comunidades de Pueblo Viejo, Miramar I y Miramar II.[5]
- Montaña de Las Peñas.[8]
- Montaña de Juacho.[8]
- Montaña El Mirador.[11]
- Montaña El Cerrón, donde hay una cueva denominada La Cuevona.[8]
- Montaña El Plan del Jarro.[12]
- Montaña Magalena.[12]

## Cerros
- Cerro Chino, que en su momento se creyó que era un volcán inactivo.[4]
- Cerro La Campana, donde se cuenta que se perdían los niños.[12]
- Cerro el Tambor, lleva ese nombre debido a un mito que dice que a mediodía y a medianoche se escuchaba el sonido de un tambor de cuero de animales.[5]
- Cerro El Copito.[9]

## Lugares destacados geográficamente
- Cascada en Las Peñas.[8]
- Cascada en Naranjales.[8]
- Cascada en La Fortuna.[8]
- Falla en el Barbasco, fisura que año con año va desprendiéndose más, durante el Mitch dejó incomunicado al municipio, ya que se encuentra en la zona más estrecha del río Gila.[4]